# Любен Хранов
Любен Хранов-Мистри е български футболист, полузащитник. 

## Кариера
Играл е за Локомотив (София) (1940-1944, 1947), Септември (София) (1951) и Левски (София) (1944-1946, 1948-1950, 1952-1953). Шампион през 1940 с „Локомотив“ и през 1946, 1949, 1950 и 1953 с „Левски“, носител на купата на страната през 1946, 1949 и 1950 г. с „Левски“. Има 101 мача и 34 гола в първенството и 19 мача и 7 гола за купата на страната за „Левски“. За „Локомотив“ има 59 мача и 16 гола в първенството. Голмайстор на А група през 1950 г. с 13 гола за „Левски“. Има 5 мача и 1 гол за националния отбор. Бивш треньор на Локомотив (ГО), Арда, Бдин и Доростол.